# Stefano Conti
Stefano Conti (28. října 1810 Terst – 27. dubna 1872 Vídeň) byl rakouský politik italské národnosti, v 2. polovině 19. století poslanec Říšské rady a starosta Terstu.

## Biografie
Pocházel ze staré terstské patricijské rodiny. Studoval práva na Padovské univerzitě, Univerzitě ve Štýrském Hradci a Vídeňské univerzitě. Roku 1835 nastoupil do státní služby. Trvale profesně působil v rodném Terstu. Roku 1856 zde byl jmenován radou vrchního zemského soudu. Byl veřejně a politicky aktivní. Orientován byl loajálně k monarchii, ale zároveň patřil do liberálních kruhů místní populace. Během revolučního roku 1848 byl jmenován členem deputace, kterou město Terst vyslalo k nově nastupujícímu císaři Františku Josefovi. Během revoluce byl také ustanoven jedním ze čtyř náčelníků terstské Národní gardy. Zasedal v terstské obecní radě. Po schválení nového systému obecní samosprávy v dubnu 1850 (Statuto municipale) se stal prvním viceprezidentem městské rady. Kvůli pracovnímu zaneprázdnění (zastával i funkci soudce vedoucího okresního soudu) na funkci v městské samosprávě po krátkém čase rezignoval.
Po obnovení ústavní vlády se opět zapojil do politiky. Hned roku 1861 byl zvolen do terstské městské rady, která podle nového ústavního uspořádání fungovala zároveň jako Terstský zemský sněm, a byl krátce poté jednomyslně zvolen za starostu města (oficiálně Podestà di Trieste). Bránil práva svého města a italského národního hnutí. Položil základní kámen k terstskému městskému gymnáziu. Odmítal únorovou ústavu coby příliš centralistickou. V srpnu 1862 byla terstská městská rada rozpuštěna. Conti v následných komunálních volbách nekandidoval, přesto byl spontánně zvolen opět do funkce starosty, ale vládou nebyla jeho volba potvrzena.
Zemský sněm ho roku 1863 delegoval i do Říšské rady (tehdy ještě volené nepřímo) za Terst. 17. června 1863 složil slib. Opětovně ho zemský sněm do Říšské rady delegoval roku 1869. Ještě během roku 1869 byl znovu zvolen a 11. prosince 1869 opětovně složil slib. Rezignoval počátkem roku 1870 v rámci hromadného složení mandátů neněmeckých a anticentralistických poslanců coby výraz nesouhlasu se státoprávním směřováním monarchie. V Říšské radě zastupoval zájmy terstských obchodníků.
Uvádí se jako dvorní rada u Nejvyššího soudního a kasačního dvora. Zemřel v dubnu 1872.